# Схолте, Бен
Бен Схолте (нидерл. Ben Scholte; род. 10 августа 2001, Тер-Апель, Гронинген) — нидерландский футболист, атакующий полузащитник клуба «Дордрехт».

## Клубная карьера

### «Эммен»
Схолте начинал заниматься футболом в клубе «Тер Апел '96» в родном Тер-Апеле, а в 2012 году перешёл в академию «Эммена» из одноимённого города. 25 мая 2020 года подписал с клубом двухлетний контракт с опцией продления ещё на один сезон.
22 декабря 2020 года дебютировал за «Эммен» в домашнем матче Эредивизи против «Утрехта», выйдя на замену вместо Ника Баккера на 84-й минуте. В дебютном сезоне сыграл только в одном матче. Его команда заняла 16-е место в чемпионате и через плей-офф выбывала в Эрстедивизи.
14 декабря 2021 года дебютировал в Кубке Нидерландов, выйдя на замену в матче второго раунда против «Эксельсиора». 19 декабря 2021 года забил дебютный гол за «Эммен», отличившись в победном матче Эрстедивизи против «Дордрехта» (2:1). Всего в сезоне 2021/22 сыграл в 19 матчах чемпионата, в основном выходя на замену. «Эммен» стал победителем Эрстедивизи и спустя год вернулся в Эредивизи. Летом 2022 года подписал новый контракт с клубом.
В сезоне 2022/23 на его счету было 13 матчей во всех турнирах. «Эммен» в чемпионате вновь занял 16-е место и через стыковые матчи выбыл в первый дивизион. Летом 2023 года продлил контракт с клубом. В сезоне 2023/24 сыграл 34 матча и забил шесть мячей в чемпионате. В сентябре 2023 года попадал в команду недели Эрстедивизи.

### «Дордрехт»
Летом 2024 года на правах свободного агента перешёл в «Дордрехт», подписав двухлетний контракт до середины 2026 года с опцией продления ещё на один сезон. 9 августа дебютировал за клуб в матче Эрстедивизи против «Эммена», выйдя на замену. 20 сентября забил дебютный мяч за «Дордрехт», принеся своей команде ничью в домашнем матче с «Эксельсиором» (2:2).

## Достижения
«Эммен»
- Победитель Первого дивизион Нидерландов: 2021/22

## Статистика выступлений
| Клуб             | Сезон            | Лига | Лига | Кубок | Кубок | Прочие | Прочие | Итого | Итого |
| Клуб             | Сезон            | Игры | Голы | Игры  | Голы  | Игры   | Голы   | Игры  | Голы  |
| ---------------- | ---------------- | ---- | ---- | ----- | ----- | ------ | ------ | ----- | ----- |
| Эммен            | 2020/21          | 1    | 0    | 0     | 0     | 0      | 0      | 1     | 0     |
| Эммен            | 2021/22          | 19   | 1    | 1     | 0     | —      | —      | 20    | 1     |
| Эммен            | 2022/23          | 7    | 0    | 2     | 0     | 4      | 0      | 13    | 0     |
| Эммен            | 2023/24          | 34   | 6    | 1     | 0     | 0      | 0      | 35    | 6     |
| Эммен            | Итого            | 61   | 7    | 4     | 0     | 4      | 0      | 69    | 7     |
| Дордрехт         | 2024/25          | 11   | 1    | 0     | 0     | 1      | 0      | 12    | 1     |
| Дордрехт         | Итого            | 11   | 1    | 0     | 0     | 1      | 0      | 12    | 1     |
| Всего за карьеру | Всего за карьеру | 72   | 8    | 4     | 0     | 5      | 0      | 81    | 8     |